# Acantholimon laxiflorum
Acantholimon laxiflorum är en triftväxtart som beskrevs av Pierre Edmond Boissier och Aleksandr Andrejevitj Bunge. Acantholimon laxiflorum ingår i släktet Acantholimon och familjen triftväxter. Inga underarter finns listade i Catalogue of Life.